# Liste der denkmalgeschützten Objekte in Niederhollabrunn
Die Liste der denkmalgeschützten Objekte in Niederhollabrunn enthält die 17 denkmalgeschützten, unbeweglichen Objekte der niederösterreichischen Gemeinde Niederhollabrunn.

## Denkmäler
| Foto |                 | Denkmal                                                                | Standort                                                 | Beschreibung | Metadaten |
| ---- | --------------- | ---------------------------------------------------------------------- | -------------------------------------------------------- | --- | --- |
| ja   | Datei hochladen | Ortskapelle hl. Rochus HERIS-ID: 25989 Objekt-ID: 22442                | Hauptstraße 42, neben Standort KG: Bruderndorf           | Die spätbarocke Ortskapelle hl. Rochus, ein faschengegliederter Bau mit einer über Eckabrundungen eingezogenen Apsis, im Scheitel später angebauter Sakristei und Giebelreiter mit Pyramidenhelm hat im zweijochigen Innenraum Platzlgewölbe auf Gurtbögen und einen Ziegelboden. Zur Einrichtung gehören ein konkaves Altärchen mit Säulenflanken und Auszug, aus der Mitte des 18. Jahrhunderts, mit einem Gnadenbild Maria mit Kind aus dem 19. Jahrhundert, barocke Statuetten der hll. Maria und Johannes, ein Tabernakel aus der ersten Hälfte des 19. Jahrhunderts, Bildnisse der Heiligen Leopold, Florian und Rochus sowie ein barockes Gestühl. | BDA-Hist.: Q37898217 Status: § 2a Stand der BDA-Liste: 2025-06-30 Name: Ortskapelle hl. Rochus GstNr.: 108                                              |
| ja   | Datei hochladen | Pfarrhof HERIS-ID: 25976 Objekt-ID: 22428                              | Kirchenweg 2 (Pfarrhof) Standort KG: Haselbach           | Der Pfarrhof von Haselbach, südlich der Kirche gelegen und mit dieser durch die Mauer des Pfarrgartens verbunden, ist ein zweigeschoßiger Bau mit Walmdach und im Erdgeschoß mit klassizistischen Fensterkörben. Die Bauerlaubnis für das Pfarrhaus wurde 1785 erteilt. | BDA-Hist.: Q37898038 Status: § 2a Stand der BDA-Liste: 2025-06-30 Name: Pfarrhof GstNr.: 969/1 Rectory Haselbach (Niederhollabrunn)                     |
| ja   | Datei hochladen | Kath. Pfarrkirche hl. Michael HERIS-ID: 25977 Objekt-ID: 22429         | Kirchenweg 4, neben Standort KG: Haselbach               | Die katholische Pfarrkirche St. Michael, auf einer Geländestufe östlich über Haselbach gelegen, ist eine spätbarocke Saalkirche, die nach einem Brand im Jahr 1826 außen erneuert wurde. Der schlichte, flach geschlossene Bau mit einheitlicher Faschengliederung hat eine waagerecht abgeschlossene Fassade mit giebelig verdachtem Portal und einen Fassadenturm mit Uhrengiebel und Pyramidendach. | BDA-Hist.: Q37898050 Status: § 2a Stand der BDA-Liste: 2025-06-30 Name: Kath. Pfarrkirche hl. Michael GstNr.: 968 Saint Michael Church (Haselbach)      |
| ja   | Datei hochladen | Votivkapelle, Michaelskapelle HERIS-ID: 25978 Objekt-ID: 22430         | Standort KG: Haselbach                                   | Eine Michaelskirche auf dem Michelberg ist bereits aus dem 9. Jahrhundert nachgewiesen. 1745 wurde die Kirche umgebaut und durch eine Michaelskapelle erweitert. 1783 wurde die Kirche abgebrochen. Die heutige Kapelle stammt aus dem Jahre 1867 und wurde von der Gemeinde Haselbach errichtet. Der faschengegliederte Bau hat eine Halbkreisapsis, ein Fassadentürmchen mit Pyramidenhelm und Rundbogenfenster. Der Innenraum ist mit einem Platzlgewölbe auf Pfeilervorlagen ausgestattet. Zur Ausstattung zählt ein barockisierendes Bild des hl. Michael.                                                                                           | BDA-Hist.: Q60586714 Status: § 2a Stand der BDA-Liste: 2025-06-30 Name: Votivkapelle, Michaelskapelle GstNr.: 1748 Chapel at Michelberg (Lower Austria) |
| ja   | Datei hochladen | Bildstock HERIS-ID: 25979 Objekt-ID: 22431                             | Standort KG: Haselbach                                   | Der im 19. Jahrhundert (?) errichtete Bildstock nördlich des Ortes hat einen abgefasten Pfeiler und einen Quaderaufsatz. | BDA-Hist.: Q37898090 Status: § 2a Stand der BDA-Liste: 2025-06-30 Name: Bildstock GstNr.: 2028                                                          |
| ja   | Datei hochladen | Hügelgrab Leeberg HERIS-ID: 34674 Objekt-ID: 33016                     | Im vordern Leeberg Standort KG: Niederfellabrunn         | Ein kleines Leeberg genanntes Hügelgrab der Hallstattzeit befindet sich nordöstlich des Ortes. | BDA-Hist.: Q37959485 Status: Bescheid Stand der BDA-Liste: 2025-06-30 Name: Hügelgrab Leeberg GstNr.: 478 Leeberg Niederfellabrunn                      |
| ja   | Datei hochladen | Schloss Niederfellabrunn HERIS-ID: 25980 Objekt-ID: 22432              | Marktstraße 9 Standort KG: Niederfellabrunn              | Das Schloss am westlichen Ortsrand von Niederfellabrunn ist ein barocker, zweigeschoßiger Vierflügelbau, der um einen rechteckigen Hof angelegt ist. Die ursprünglich U-förmige Anlage des 17. Jahrhunderts wurde im 18. Jahrhundert durch den westlichen Trakt erweitert und im 19. Jahrhundert verändert. | BDA-Hist.: Q37898104 Status: Bescheid Stand der BDA-Liste: 2025-06-30 Name: Schloss Niederfellabrunn GstNr.: 9, 10 Schloss Niederfellabrunn             |
| ja   | Datei hochladen | Figurenbildstock hl. Johannes Nepomuk HERIS-ID: 25981 Objekt-ID: 22433 | Standort KG: Niederfellabrunn                            | Im Westen des Ortes steht eine 1731 errichtete Nepomuk-Statue flankiert von Putti auf einem Volutensockel. | BDA-Hist.: Q37898124 Status: § 2a Stand der BDA-Liste: 2025-06-30 Name: Figurenbildstock hl. Johannes Nepomuk GstNr.: 1691/1                            |
| ja   | Datei hochladen | Ortskapelle hl. Rosalia HERIS-ID: 25982 Objekt-ID: 22434               | Praunsbergstraße 28, neben Standort KG: Niederfellabrunn | Die Ortskapelle von Niederfellabrunn ist ein spätbarocker Bau mit eingezogener Halbkreisapsis, Rundbogenfenstern und einem Giebelreiter mit Pyramidenhelm. Das Portal liegt unter einer volutengestützten Gesimsverdachung. Der Altar verfügt über ein klassizistisches Bild der hl. Rosalia. | BDA-Hist.: Q37898144 Status: § 2a Stand der BDA-Liste: 2025-06-30 Name: Ortskapelle hl. Rosalia GstNr.: 343                                             |
| ja   | Datei hochladen | Pranger HERIS-ID: 25983 Objekt-ID: 22435                               | Marktstraße 3, vor Standort KG: Niederfellabrunn         | Der abgefaste Pfeiler beim Schloss wurde 1716 anstelle eines im 13. Jahrhundert errichteten Holzprangers erbaut. Im Jahr 2000 wurde der fehlende Pranger-Hansl im Zuge einer Renovierung ergänzt. | BDA-Hist.: Q37898156 Status: § 2a Stand der BDA-Liste: 2025-06-30 Name: Pranger GstNr.: 1684/1                                                          |
| ja   | Datei hochladen | Lutheranerkapelle HERIS-ID: 62268 Objekt-ID: 74797                     | Schulgasse 2, neben Standort KG: Niederfellabrunn        | Die Lutheranerkapelle wurde zwischen 1630 und 1650 vermutlich als Andachtsraum der Lutheraner errichtet. Später wurde sie als Wohnhaus genutzt, dann als Lagerraum und als Privatmuseum. Ein Nachbau der Kapelle befindet sich im Museumsdorf Niedersulz. | BDA-Hist.: Q38099407 Status: Bescheid Stand der BDA-Liste: 2025-06-30 Name: Lutheranerkapelle GstNr.: 435 Lutheranerkapelle (Niederfellabrunn)          |
| ja   | Datei hochladen | Hügelgrab HERIS-ID: 34678 Objekt-ID: 33026                             | In der Sulz Standort KG: Niederhollabrunn                | Ein mächtiger Grabhügel der Hallstattzeit befindet sich südwestlich des Ortes. Die Anlage wurde im 19. Jahrhundert unsachgemäß ausgegraben. Die Funde sind verschollen. | BDA-Hist.: Q18410690 Status: Bescheid Stand der BDA-Liste: 2025-06-30 Name: Hügelgrab GstNr.: 518 Leeberg Niederhollabrunn                              |
| ja   | Datei hochladen | Schloss, Kloster HERIS-ID: 25988 Objekt-ID: 22441                      | Kirchenplatz 2 Standort KG: Niederhollabrunn             | Das nordwestlich der Pfarrkirche gelegene Schloss, urkundlich nachgewiesen seit 1135, ab 1253 zum Domkapitel Passau gehörend und ab 1789 unter weltlichen Herren, ist eine zweigeschoßige Zweiflügelanlage mit einem Baukern des 17. Jahrhunderts. Es wurde vom 18. bis ins 20. Jahrhundert in wesentlichen Teilen verändert, vor allem unter Karl Graf Haugwitz im 19. Jahrhundert. | BDA-Hist.: Q37898198 Status: § 2a Stand der BDA-Liste: 2025-06-30 Name: Schloss, Kloster GstNr.: 7 Schloss Niederhollabrunn                             |
| ja   | Datei hochladen | Kath. Pfarrkirche hl. Laurentius HERIS-ID: 25984 Objekt-ID: 22437      | Kirchenplatz 3, gegenüber Standort KG: Niederhollabrunn  | Die auf einer Geländestufe erhöht im Norden des Ortes gelegene Pfarrkirche St. Laurentius ist ein mächtiger, barocker, kreuzförmiger Bau mit Westturm. Die Fassaden des Langhauses und des vorgestellten Westturms sind durch Pilaster gegliedert. Am oberen Teil des Turms sind eine Faschengliederung, rundbogige Schallfenster und ein jüngerer Pyramidenhelm zu sehen. | BDA-Hist.: Q37898168 Status: § 2a Stand der BDA-Liste: 2025-06-30 Name: Kath. Pfarrkirche hl. Laurentius GstNr.: 1 Pfarrkirche Niederhollabrunn         |
| ja   | Datei hochladen | Ortskapelle hll. Leonhard und Joseph HERIS-ID: 25995 Objekt-ID: 22448  | neben Obere Dorfstraße 6 Standort KG: Streitdorf         | Die Ortskapelle von Streitdorf ist ein faschengegliederter neobarocker Bau aus dem Jahr 1904 mit segmentbogig abgeschlossenem Chorjoch und anschließendem, abgeschrägtem Sakristeianbau, Rundbogenfenstern, einem Fassadenturm mit einem Pyramidenhelm zwischen Volutengiebeln und einem Portal mit Blendädikularahmung. Der Innenraum zeigt ein Tonnengewölbe. Zur Ausstattung zählt ein Ölbild des hl. Josef. | BDA-Hist.: Q37898260 Status: § 2a Stand der BDA-Liste: 2025-06-30 Name: Ortskapelle hll. Leonhard und Joseph GstNr.: 1                                  |
| ja   | Datei hochladen | Bildstock HERIS-ID: 25994 Objekt-ID: 22447                             | bei Untere Dorfstraße 23 Standort KG: Streitdorf         | Der Bildstock am östlichen Ortsausgang – ein abgefaster Pfeiler mit Nischenpyramidenaufsatz – wurde im 18. oder 19. Jahrhundert errichtet. | BDA-Hist.: Q37898245 Status: § 2a Stand der BDA-Liste: 2025-06-30 Name: Bildstock GstNr.: 809                                                           |
| ja   | Datei hochladen | Scheune, Kreuzstadl HERIS-ID: 25993 Objekt-ID: 22446                   | Unter den Linden 1, bei Standort KG: Streitdorf          | Der sogenannte Kreuzstadl stammt aus der Zeit um 1800 und verfügt über ein bemerkenswertes Kehlbalkendach. | BDA-Hist.: Q37898231 Status: Bescheid Stand der BDA-Liste: 2025-06-30 Name: Scheune, Kreuzstadl GstNr.: 218                                             |